# Midway (Oregon, Washington megye)
Midway az Amerikai Egyesült Államok Oregon államának Washington megyéjében elhelyezkedő önkormányzat nélküli település.
A Tualatin-völgyi tűzoltóság lefedettségébe tartozik. Egy faiskola működik itt.

## Oktatás
Az 1912 és 1946 között működő iskola épületét lakóházzá alakították át, de egy időben Odd Fellows-székházként is szolgált. A midwayi, jacktowni és kintoni tankerületek a groneribe, az pedig a Forest Grove-ival a hillsboróiba olvadt.

## Fordítás
- Ez a szócikk részben vagy egészben  a   Midway, Washington County, Oregon című angol Wikipédia-szócikk ezen változatának fordításán alapul.  Az eredeti cikk szerkesztőit annak laptörténete sorolja fel. Ez a jelzés csupán a megfogalmazás eredetét és a szerzői jogokat jelzi, nem szolgál a cikkben szereplő információk forrásmegjelöléseként.